# (5842) Cancelli
(5842) Cancelli est un astéroïde de la ceinture principale.

## Description
(5842) Cancelli est un astéroïde de la ceinture principale. Il fut découvert le 8 février 1986 à La Silla par Henri Debehogne. Il présente une orbite caractérisée par un demi-grand axe de 2,59 UA, une excentricité de 0,13 et une inclinaison de 13,9° par rapport à l'écliptique.
Il a été nommé en honneur du médecin italien Ferdinando Cancelli, spécialiste des soins palliatifs, notamment impliqué dans l'éthique de la fin de vie et dans les soins prodigués aux personnes en phase terminale de leur maladie.

## Compléments